# Acaciacoris mexicanus
Acaciacoris mexicanus är en insektsart som beskrevs av Schaffner 1977. Acaciacoris mexicanus ingår i släktet Acaciacoris och familjen ängsskinnbaggar. Inga underarter finns listade i Catalogue of Life.